# Інформаційне право України
Міжнародна термінологія в інформаційному праві

## Правові засади
- реалізації права кожного на інформацію у усіх сферах життя як право вільно збирати, одержувати, зберігати, використовувати та поширювати інформацію на основі своїх прав та обов'язків, в межах повноважень, у будь-який спосіб на свій вибір визначений відповідно до Конституції, Законів, чинних міжнародних договорів та угод;
- створення системи (порядку) умов (режиму) захисту (охорони) інформації;
- державної політики у сфері інформації;
- інформаційних відносин;
- структури та визначень інформації;
- порядку та критеріїв віднесення до видів інформації;
- порядку та умов збирання, одержування, зберігання, використання та поширення офіційної інформації;
- порядку та строків розсекречення конфіденційної інформації;
- висвітлення діяльності органів державної влади, органів місцевого самоврядування, об'єднань громадян, підприємств та організацій незалежно від їх форми власності та організаційно-правової форми;
- запитів на офіційну інформацію;
- електронних запитів на інформацію;
- відповідальності за порушення законодавства про інформацію;
- міжнародної інформаційної діяльності.

## Право на інформацію
Кожен має право на інформацію, що означає право вільно збирати, одержувати, зберігати, використовувати та поширювати інформацію та створювати систему (порядок) умов (режиму) захисту (охорони) інформації на основі своїх прав та обов'язків, в межах повноважень, у будь-який спосіб на свій вибір визначений відповідно до Конституції України, Законів України, міжнародних договорів та угод, ратифікованих Україною.
Право на вільне збирання інформації означає право безперешкодного здійснення дій щодо її пошуку, доступу, придбання, накопичення тощо.
Право на вільне одержання інформації означає право безперешкодно ознайомлюватися з нею, набувати інформацію та включає право знати.
Право на вільне зберігання інформації означає право вільно тримати та надавати інформацію на умовах спрямованих на запобігання спотворенню, руйнуванню, псуванню інформації та її матеріальних носіїв, здійснювати дії для передачі інформації та її матеріальних носіїв у незмінному вигляді у часі та просторі тощо.
Право на вільне використання інформації означає право вільно користуватися, застосовувати, створювати та вживати з користю інформацію для задоволення інформаційних потреб.
Право на захист (охорону) інформації означає право створювати систему (порядок) умов (режиму) при збиранні, одержанні, зберіганні, використанні та поширенні інформації.
Неприпустимість зловживання правом на інформаціюРеалізація права на інформацію суб'єктами інформаційних відносин не повинна порушувати державні, приватні, громадянські, політичні, економічні, соціальні, духовні, екологічні та інші права, свободи і законні інтереси інших суб'єктів інформаційних відносин.
Інформація не може бути використана для посягання на права і свободи людини, пропаганду війни, насильства, жорстокості, розпалювання расової, національної, релігійної ворожнечі, вчинення терористичних актів, закликів до незаконної зміни конституційного ладу, порушення територіальної цілісності держави.
Право власності на інформацію — право, яке гарантується та охороняється державою і згідно з яким власник інформації володіє, користується та розпоряджається своєю власністю на основі своїх прав та обов'язків, в межах повноважень, на свій вибір визначений відповідно до Конституції, Законів, чинних міжнародних договорів та угод.
Інформація як товар — будь-яка інформаційна продукція, інформаційні послуги, інформаційні роботи, права інтелектуальної власності на інформацію та інші не майнові права на інформацію, призначені для продажу.
Інформаційна діяльність — це сукупність дій, спрямованих на задоволення інформаційних потреб суб'єктів інформаційних відносин.
Інформаційні відносини — суспільні відносини, які виникають при збиранні, одержанні, зберіганні, використанні, поширенні та захисту (охороні) інформації.
Суб'єкти інформаційних відносин:
- громадяни;
- іноземні громадяни;
- особи без громадянства;
- юридичні та не юридичні особи, незалежно від їх форми власності та організаційно-правової форми;
- іноземні юридичні та не юридичні особи, незалежно від їх форми власності та організаційно-правової форми
- міжнародні організації;
- держава.

Іноземні держави можуть бути суб'єктами інформаційних відносин у відповідності Закону на основі чинних міжнародних договорів.
Запит на офіційну інформацію — вимога суб'єкта інформаційних відносин надати певну офіційну інформацію.
Електронний інформаційний запит — викладення, в письмовій формі пропозицій (зауважень), заяв (клопотань), скарг та запитань, відправлене електронною поштою на адресу офіційних вебсайтів установ.
Поняття інформації — відомості або/та дані у будь-якій формі та вигляді, на будь-яких носіях чи оголошені усно або у будь-який інший спосіб чи отримані у вигляді знань, що поширюються у просторі і часі, які відображають стан, властивості, якості, ознаки суб'єктів і об'єктів (предметів, технологій, засобів, ресурсів тощо), фактів, подій, дій, явищ, процесів, тощо у навколишньому світі, державі, суспільстві, тощо та які є об'єктами збирання, зберігання, використання та поширення.
Особова (персональна) інформація — інформація про особу (в тому числі дитину), її особисте життя.
Законним представником особової інформації дитини є батьки дитини або опікун дитини.
Особова інформація є особистою таємницею та належить до конфіденційної інформації.
Службова інформація — інформація про фінансову діяльність, господарську діяльність (яка не пов'язана з секретами виробництва, введенням новацій та ноу-хау, розробкою стратегії розвитку, веденням переговорів, розробкою та впровадженням нових технологій) та внутрівідомчу службову діяльність установи, її посадових, службових осіб та кореспонденцію (доповідні записки, листування між підрозділами тощо), які пов'язані з процесом прийняття рішень та передують їх прийняттю.
Службова інформація є службовою таємницею та належить до конфіденційної інформації.
Офіційна інформація — інформація про офіційну діяльність установи, її посадових, службових осіб та офіційні документи.
Офіційна інформація може бути віднесена до публічної інформації та конфіденційної інформації.
Публічна інформація — інформація яка вільно збирається, отримується, зберігається, використовується та поширюється.
Обмеження права для збирання, одержання, зберігання, використання та поширення публічної інформації зумовлюються лише умовами зберігання, специфікою цінностей та особливими умовами їх схоронності, що визначаються Законами.
Конфіденційна інформація — інформація яка є таємницею розголошення якої може завдати шкоди державі, юридичній чи не юридичній особі або правам і свободам особи.
Збирати, отримувати, зберігати, використовувати та поширювати конфіденційну інформацію мають право лише уповноважені згідно з Законом установи лише в межах своїх прав, функцій та повноважень для цілей, визначених Законом або з дотриманням умов, визначених договором (угодою) в межах Закону.
Державна таємниця. Державну таємницю становить інформація у сфері оборони, економіки, науки і техніки, зовнішніх відносин, державної безпеки та охорони правопорядку, розголошення якої може завдати шкоди національній безпеці держави.
Порядок та перелік віднесення інформації до державної таємниці, умови (режим) захисту (охорони) державної таємниці по збиранню, одержанню, зберіганню, використанню та поширенню визначається Законом.
Особиста таємниця — особиста інформація.
Збирати, отримувати, зберігати, використовувати та поширювати особисту таємницю мають право за згодою фізичної особи, батьків чи опікуна дитини, або лише уповноважені згідно з Законом установи лише в межах своїх прав, функцій та повноважень для цілей, визначених Законом або з дотриманням умов, визначених договором (угодою) в межах Закону.
Службова таємниця — службова інформація.
Збирати, отримувати, зберігати, використовувати та поширювати службову таємницю мають право за згодою установи, власника даної інформації, за винятком службової таємниці, яка є іншою таємницею, або лише уповноважені згідно з Законом установи лише в межах своїх прав, функцій та повноважень для цілей, визначених Законом або з дотриманням умов, визначених договором (угодою) в межах Закону.
Лікарська таємниця — інформація яка стала відома про особу (пацієнта) лікарю (лікуючому персоналу), обслуговчому персоналу, посадовим особам та службовому персоналу медичної установи при здійсненні ними своїх професійних обов'язків.
Порядок віднесення інформації до лікарської таємниці та умови (режим) захисту (охорони) лікарської таємниці по збиранню, одержанню, зберіганню, використанню та поширенню визначаються Законом.
Адвокатська таємниця — інформація про дані попереднього слідства чи інформація від особи та про особу (клієнта), яка стала відома адвокату, помічнику адвоката, посадовим особам та службовому персоналу адвокатської установи при здійсненні ними своїх професійних обов'язків.
Порядок віднесення інформації до адвокатської таємниці та умови (режим) захисту (охорони) адвокатської таємниці по збиранню, одержанню, зберіганню, використанню та поширенню визначаються Законом.
Журналістська таємниця — інформація про особу, що бажає залишитися анонімним джерелом інформації журналіста, яка стала відома журналісту, посадовим особам, журналістському персоналу та службовому персоналу журналістської установи при здійсненні ними своїх професійних обов'язків.
Умови (режим) захисту (охорони) журналістської таємниці по збиранню, одержанню, зберіганню, використанню та поширенню визначаються Законом.
Комерційна таємниця — інформація пов'язана з секретами виробництва, введенням новацій та ноу-хау, розробкою стратегії розвитку, веденням переговорів, розробкою та впровадженням нових технологій, розголошення якої може завдати шкоди юридичній особі.
Перелік інформації, яка не може бути віднесена до комерційної таємниці:
- про фінансову діяльність юридичної особи;
- про господарську діяльність юридичної особи, яка не пов'язана з секретами виробництва, введенням новацій та ноу-хау, розробкою стратегії розвитку, веденням переговорів, розробкою та впровадженням нових технологій.

Порядок та перелік віднесення інформації до комерційної таємниці, умови (режим) захисту (охорони) комерційної таємниці по збиранню, одержанню, зберіганню, використанню та поширенню визначаються Законом.
Слідча таємниця — інформація яка стала відома оперативним працівникам, слідчим, посадовим особам, службовому персоналу та обслуговуючому персоналу силових органів при здійсненні ними своїх професійних обов'язків та розголошення якої може завдати шкоди оперативним заходам, розслідуванню, дізнанню чи створити загрозу життю людини.
Порядок та перелік віднесення інформації до слідчої таємниці, умови (режим) захисту (охорони) слідчої таємниці по збиранню, одержанню, зберіганню, використанню та поширенню визначаються Законом.
Забороняється Законом
Розширення іншими законодавчими та іншими нормативно-правовими актами державних органів влади та місцевого самоврядування переліку критеріїв обмежень права на інформацію встановлених Законом про інформацію.

## Міжнародно-правові акти в сфері інформації
- Конвенція про захист прав і основних свобод людини 1950 року
- Конвенція про захист осіб стосовно автоматизованої обробки даних особистого характеру від 28 січня 1981 року
- Європейська конвенція про транскордонне телебачення від 5 травня 1989 року

- Конвенція про оцінку впливу на навколишнє середовище у транскордонному контексті від 25 лютого 1991 року

- Угода про співробітництво в галузі інформації від 09.10.1992 року

- Рекомендації Ради Європи «Про проблеми кримінально-процесуального права, пов’язані з інформаційними технологіями» № R(95)13 від 11 вересня 1995 року

Правова інформатика. — К., 2006. — № 3 (11)/2006 
- Директива 95/46/ЄС Європейського Парламенту і Ради «Про захист фізичних осіб при обробці персональних даних і про вільне переміщення таких даних» від 24 жовтня 1995 року

Офіційний журнал L 281, 23/11/1995
- Директива 97/66/ЄС Європейського Парламенту і Ради «Стосовно обробки персональних даних і захисту права на невтручання в особисте життя в телекомунікаційному секторі»

Офіційний журнал L 024, 30/01/1998 
- Окінавська хартія глобального інформаційного суспільства від 22.07.2000 року

Дипломатичний вісник, 2000. — № 8
- Конвенція про кіберзлочинність від 23 листопада 2001 року [Архівовано 21 січня 2022 у Wayback Machine.]
- Декларація принципів «Побудова інформаційного суспільства — глобальне завдання в новому тисячолітті» від 12.12.2003 року
- План дій «Україна — Європейський Союз», Європейська політика сусідства, схвалений Кабінетом Міністрів України 12.02.2005 року
- Резолюція 60/45, прийнята Генеральною Асамблеєю Організації Об’єднаних Націй, «Досягнення у галузі інформатизації та телекомунікацій в контексті міжнародної безпеки» від 08.12.2005 року

## Літуратура
1. Цимбалюк В. С. Інформаційне право: концептуальні положення до кодифікації інформаційного законодавства. — К. «Освіта України» 2011.
2. Почетцов Г. Г. Інформаційна політика. — Вид-во 2008 р.
3. Костецька Т. А. Інформаційне право України; навч. посіб. / Тетяна Анатоліївна Костецька. — К.:- Київ. нац. торг.-екон. ун-т, 2009. — 170с.[1]
4. B.C. Цимбалюк, В. Д. Гавловський, В. В. Гриценко та ін.; Основи інформаційного права України За ред. М. Я. Швеця, Р. А. Калюжного та П. В. Мельника., Навч. посіб.   — К.: Знання, 2004. — 274 с.[2]